# 阿尔伯特桥 (伦敦)
阿爾伯特橋（英語：Albert Bridge）是英國倫敦西部一座跨越泰晤士河的公路橋，連接北岸的切爾西和南岸的巴特西。本橋最初為工程師羅蘭德·梅森·奧迪仕於1873年所建的奧迪仕－勒弗夫爾系統修正版斜張橋，後證實其結構不健全，約瑟夫·巴澤爾傑特爵士遂在1884年至1887年間將部分懸索橋的設計元素融入橋體。1973年，倫敦行政機構——大倫敦委員會在此增設兩座橋墩，將橋中段的跨徑完全變成梁橋，其結果使當前的橋體成為三種設計形式並存的獨特混合體。本橋為二級星登錄建築（Grade II*）。
阿爾伯特橋建成之初為收費橋，但營收欠佳，開通6年後即收歸公有、取消收費，收費亭則予以保留，為倫敦橋梁收費亭的僅存實例。本橋在大量人群通過時會產生振動的傾向，因此得到「顫抖女士」（The Trembling Lady）的外號，並在橋的入口端立牌，警告英軍部隊過橋時採便步通行。
本橋上的車道僅寬約27英尺（8.2），還有嚴重的結構弱點，因此其設備不足以應付20世紀內機動車輛的出現。儘管多方倡議拆橋或將之行人步道化，但阿爾伯特橋於存在期間，除了維修所致的短暫封閉外，均開放車輛通行，並且也是倫敦市區唯二未被取代的泰晤士河公路橋之一。巴澤爾傑特和大倫敦委員會的強化工程未能阻止橋體結構的進一步惡化，橋上曾引入一系列逐漸增嚴的交通管制措施，限制利用，藉此延長年限，使本橋成為倫敦繁忙程度第二低的泰晤士河公路橋，僅次於使用量低迷的南華克橋。由於交通承重及途經此橋、前往附近巴特西公園的大量犬隻排尿，腐蝕木製橋面，致使橋梁的狀態每況愈下。
1992年，阿爾伯特橋進行了重新配線，並漆成一種在低能見度下能更顯眼、可以避免船舶毀損的調色。到了夜間，則由4,000顆燈泡照明，該橋遂成為西倫敦最醒目的地標之一。2010年至2011年間，這些燈泡改由LED燈取代。

## 歷史

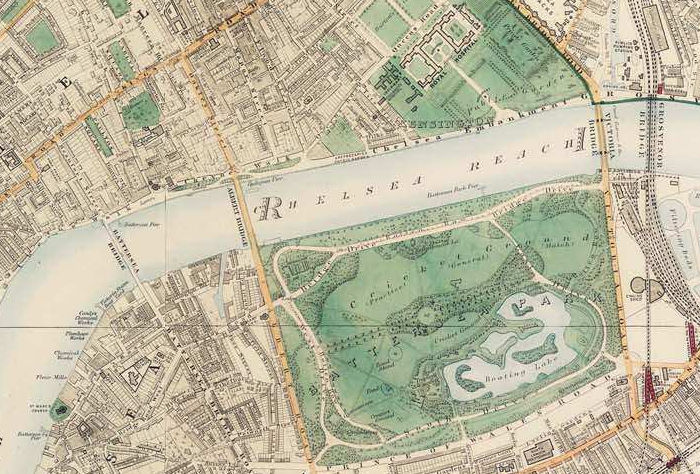
1891年的切爾西及巴特西，由左至右分別為舊巴特西橋、阿爾伯特橋、維多利亞橋（現切爾西橋）及格羅夫納橋。阿爾伯特橋與巴特西橋相距不到500 yd

歷史悠久的工業城鎮切爾西位處泰晤士河北岸、倫敦核心區域——西敏以西3英里（4.8）之處，富饒的農村巴特西則在南岸與切爾西相望，兩者自1771年起由樸實無華的巴特西木橋連接在一起。1842年，林木地稅委員會建議在切爾西修築河堤，以釋出開發用土地，還計畫在巴特西橋下游另建新橋，並以更嶄新的結構取代前者。距巴特西橋下游不遠處的維多利亞橋（後改名為切爾西橋）於1851年開工、1858年竣工，切爾西堤岸的工事則於1862年展開。與此同時，拆除巴特西橋的提案則遭到揚棄。
巴特西木橋在19世紀中葉已變得破舊不堪，更加不受歡迎，安全性堪慮，同時維多利亞新橋則飽受嚴重的交通堵塞之苦。1860年，阿爾伯特親王提出建議，指出兩座現存橋梁間適合建立一座新的收費橋，而阿爾伯特橋公司也在1860年代早期創立，旨在建造這座新的跨河建設。1863年，進一步推出的提案受到巴特西橋的營運方強力反對，該橋距離新橋的預定場址僅有500碼（460），業者因而擔心潛在客源流失。此後各方達成妥協，一份國會法案也在1864年通過，授權新橋興建，條件是5年內完工。該法也強制規定阿爾伯特橋公司在新橋開通後買下巴特西橋，過渡期間每年度賠償其業者3,000英鎊（相當於2025年的314,000英鎊）。

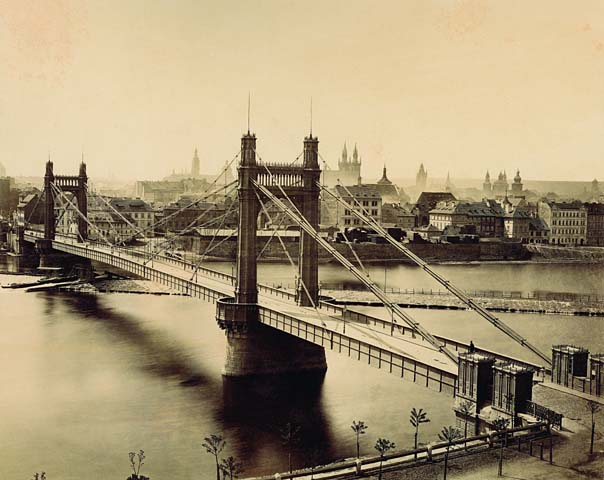
1868年啟用、位於捷克（時屬奧匈帝國）布拉格的弗朗茨·約瑟夫橋以阿爾伯特橋擬採的設計建造

新橋的工程委由羅蘭德·梅森·奧迪仕設計。奧迪仕是參與過皇家阿爾伯特音樂廳、聖潘克拉斯車站、水晶宮和霍本高架橋等建設的頂尖建築工程師。橋梁以斜張橋的早期型式「奧迪仕－勒弗夫爾系統」設計，已於1858年由奧氏本人取得專利。他的設計中由於安裝了拋物線形的纜索支撐橋中央，而與常規的懸索橋類似，但不同之處在於設置了32根傾斜的牽索來支撐其餘的負重。每根牽索各包含一座附著在橋面上的扁平熟鐵條 ，和一根將熟鐵條和四座八角形支柱連接起來的鋼索，而鋼索由1,000條直徑1⁄10-英寸（2.5-）的鋼線組成。

## 建造及初期概況
儘管在1864年獲得授權，造橋工事仍由於切爾西堤岸的談判而延宕，因為北岸河堤上將鋪設新路，直到該路的確切佈局得到同意之前，橋梁設計都無法完成。當切爾西堤的計畫陷入爭議之時，奧迪仕在捷克（時屬奧匈帝國）布拉格興建了橫跨伏爾塔瓦河的弗朗茨·約瑟夫橋，採納了打算運用在阿爾伯特橋上的相同設計。

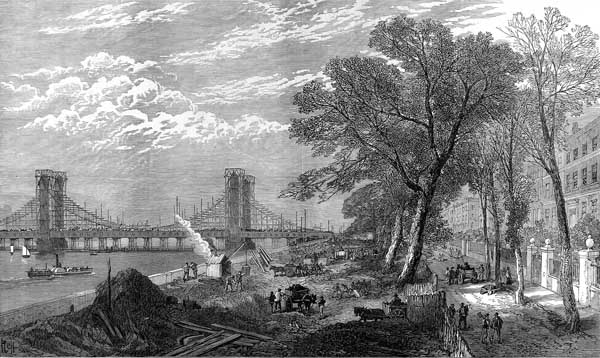
施工中的阿爾伯特橋與切爾西堤岸，1873年

至1869年時，1864年法案允許的時限已經過期。切爾西堤岸工程導致的延宕意味著橋梁毫無動工，並需要一份新的國會法案延長時限。造橋工程終於在1870年開始進行，估計1年內完工，耗資約70,000英鎊（相當於2025年的688萬英鎊），結果整個計畫運作了超過3年，最終費用則升至200,000英鎊（相當於2025年的1885萬英鎊）。該橋原定於1874年時和切爾西堤岸舉辦聯合通車儀式，但阿爾伯特橋公司亟欲填補大幅高過預期的成本，因此不舉行任何正式典禮，即於1873年8月23日開通，此時距離該橋授權開工已將近10年。應法律要求，阿爾伯特橋公司隨後併購了巴特西橋。
奧迪仕的橋約41英尺（12）寬、710英尺（220）長，中央跨距384英尺9英寸（117.27-）。橋面透過4座八角形鑄鐵橋塔懸吊下的32根硬鋼條支撐，而橋塔則設置在鑄鐵製成的橋墩上。四座橋墩於巴特西鑄造後，沿河順流到點定位，此時再填滿混凝土，在當時是史上最龐大的鑄造物。不像當代大部分的其他懸索橋，本橋的橋塔位於橋外側，避免對車道形成障礙。橋的兩端入口各設有一對收費亭，中間尚加裝障礙，阻止未付費者上橋。

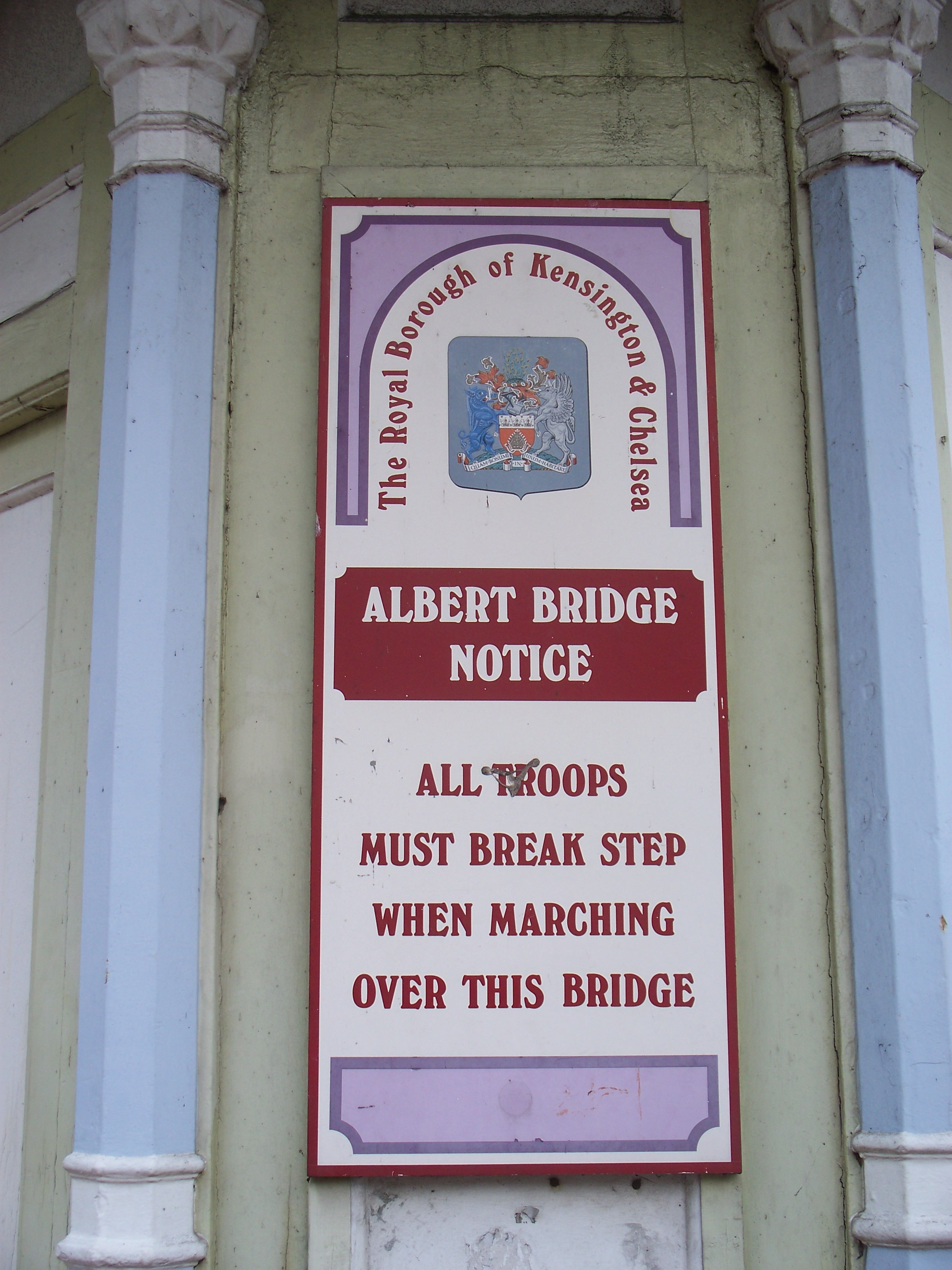
橋上的部隊警告標示，寫著「所有部隊行軍過橋時需便步通行」（All troops must break step when marching over this bridge）

本橋因具振動傾向，而得到「顫抖女士」的諢名，而振動情形在附近的英國陸軍切爾西軍營有部隊過橋時尤為嚴重。1831年英國布勞頓吊橋倒塌事件和1850年法國昂熱橋倒塌事件後，針對懸索橋機械共振風險的顧慮使得阿爾伯特橋入口處豎立標示牌，警告部隊便步過橋（意即不齊步過橋）。雖然軍營在2008年關閉，但警告標示仍立在原地。

## 收歸公有

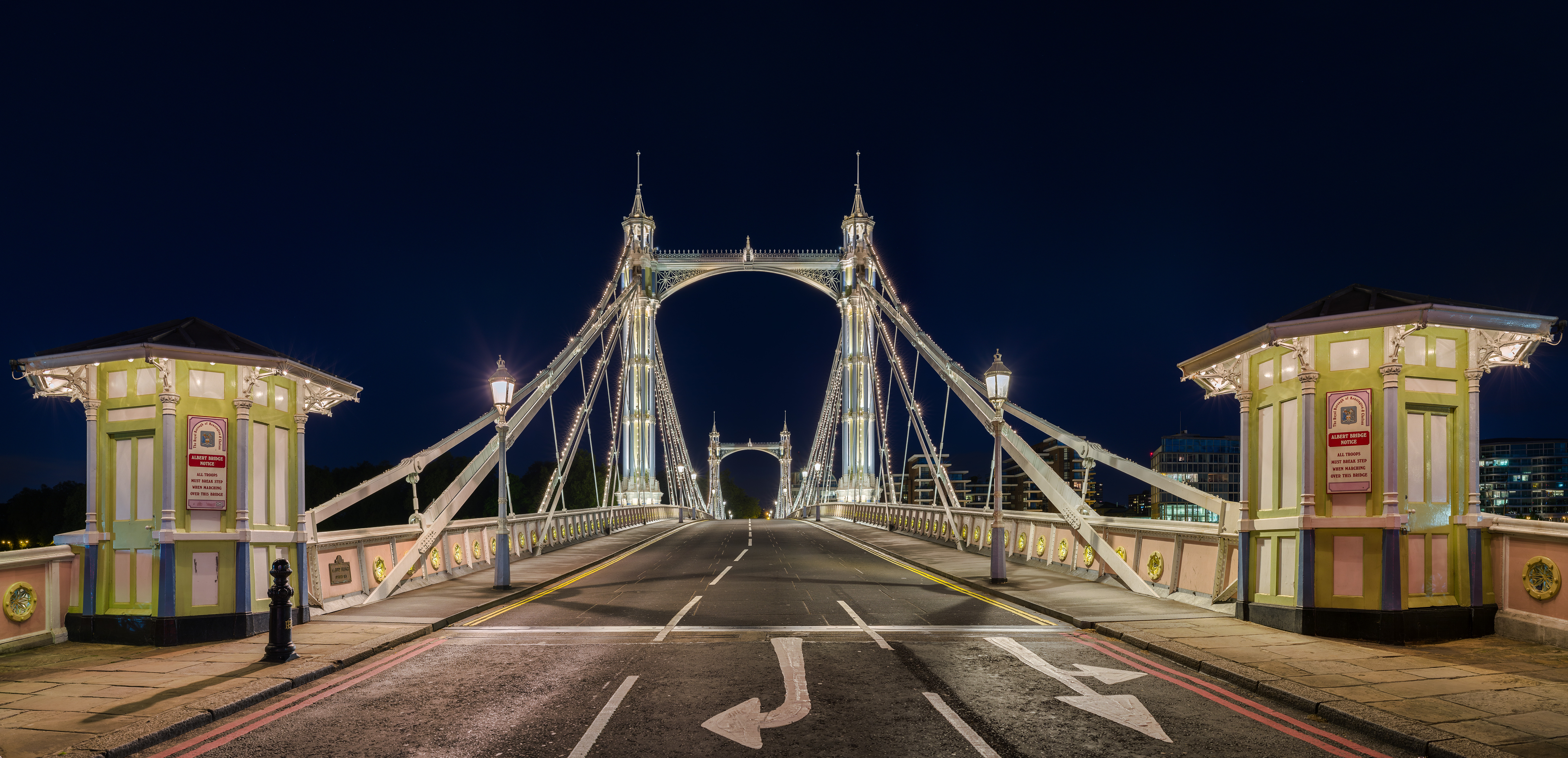
阿爾伯特橋的收費亭為倫敦碩果僅存的橋樑收費亭

阿爾伯特橋營收慘淡，橋通車時的阿爾伯特橋公司已支付巴特西橋公司9年份賠款，而新橋竣工後，替殘破、危險的結構投入修繕經費便成為義務。巴特西橋的補貼費使得原先欲用於聯外寬闊道路的資金流失，讓該橋難以到達。由於橋與倫敦中心區的距離比維多利亞橋（切爾西橋）稍遠，新橋的需求量也少於預期，在通車後最初9個月內的過橋費盈收僅達2,085英鎊（相當於2025年的206,000英鎊）。
1877年大都會收費橋法案通過，允許大都会工程委员会收購漢默史密斯橋至滑鐵盧橋之間所有的倫敦橋梁，並使諸橋免收過橋費。1879年，耗資200,000英鎊施建的阿爾伯特橋，與巴特西橋一起由工務委員會買下，購價合計170,000英鎊（相當於2025年的1839萬英鎊），兩座橋同於該年5月24日起取消收費，但八角形收費亭仍留在原處，成為如今倫敦碩果僅存的過橋收費亭。

## 結構弱點
1884年，工務委員會首席工程師約瑟夫·巴澤爾傑特爵士蒞橋視察，發現鐵條已經出現嚴重的腐蝕跡象。此後的3年內，牽索上的鐵條透過鋼鏈進行補強，使橋的外觀更像常規的懸索橋，此外也鋪設了新的木製橋面，總成本約25,000英鎊（相當於2025年的277萬英鎊）。縱使有這些改善工程，巴氏仍十分關注結構完整性，而橋上也對過路車輛施行了5噸的重量限制。
阿爾伯特橋因為橋上車道僅寬27英尺（8.2），並受制於早期開始實施的限重，而不堪適應20世紀機動化交通運輸的出現。1926年，皇家跨河交通委員會建議拆橋，再建承載4線車道的新橋，然而經濟大恐慌時期的資金短缺使該方案並未施行。橋況繼續惡化，1935年時的限重更下修至2噸。
由於持續的結構孱弱，伦敦郡议会於1957年建議以更常規的設計取代阿爾伯特橋。由約翰·貝傑曼領導的示威運動導致方案撤回，但對於橋梁整合性的嚴重關切仍繼續存在。1964年，該橋引入了實驗性調撥車道方案，白天只允許北上車輛過橋，晚間僅讓南下車輛過橋。然而橋況依然持續變差，大倫敦委員會遂於1970年尋求、獲得強化工事所需的許可，全橋則於1972年4月封閉，以利施工。

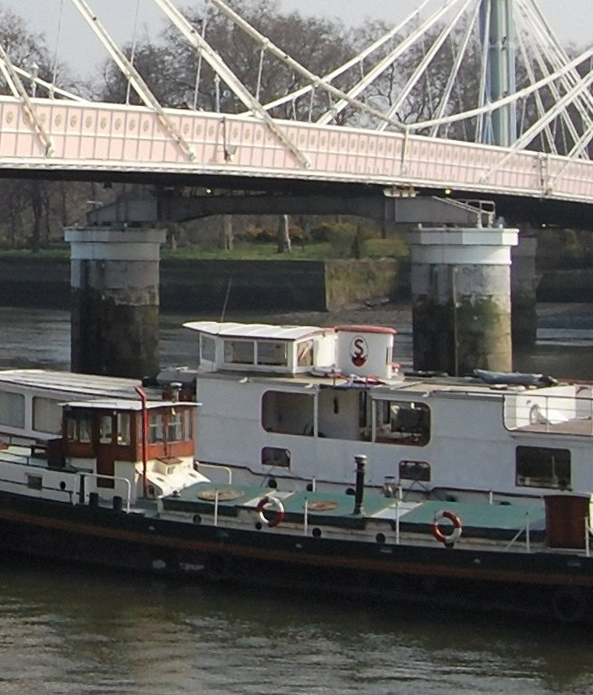
阿爾伯特橋的中央混凝土橋墩於1973年增設，使本橋成為獨特的斜張橋、懸索橋與梁橋混合體

大倫敦委員會的對策需要在河中間增設兩座支撐中央跨徑的混凝土橋墩，因而將橋樑中段轉變為梁橋形式。橋的主樑也進行了強化，並鋪設了一座輕量的代替用橋面。這些修正的目的是充當權宜措施，在一項替代措施進行考慮之時，讓橋梁的使用年限延長5年。大倫敦委員會估計此項工程將持續30年，但橋若非需要封閉，就是需要在此前予以適切取代。

### 步道化公園方案
1973年初期，《建築評論》雜誌提案將阿爾伯特橋改建為一座地標型公共公園和過河行人步道，事後證明該提案在區內居民中廣受歡迎，當年5月一場由約翰·貝傑曼、西比爾·桑代克和洛里·李領軍的運動，也組織了多達2,000人連署的請願，要求永久禁止過橋交通。儘管大倫敦委員會在同年7月重新開放車輛過橋，但也宣布一旦法律事務經過處理，其將有意著手進行該雜誌的提案。
皇家汽車俱樂部則對步道化提案發起強烈反對活動。由女演員黛安娜·道爾斯領導、贊成橋梁重新開放的宣傳運動開始發起，而詩人羅伯特·格雷夫斯領頭的地方居民遊說團也舉辦了支持大倫敦委員會方案的活動。格雷夫斯的活動募集了超過1,000多個支持的簽名，但受到英國道路聯合會大力抨擊，後者並譏諷大眾支持此方案的明顯證據為「將大量學生送到公宅內，（那邊）大部分的人會不明就裡即簽下任何東西。」。1974年一次公開聽證則建議保持橋梁開放，避免鄰橋堵塞，而此橋也繼續開放通行，調撥車道及2噸限重也在橋上實施。

## 現況

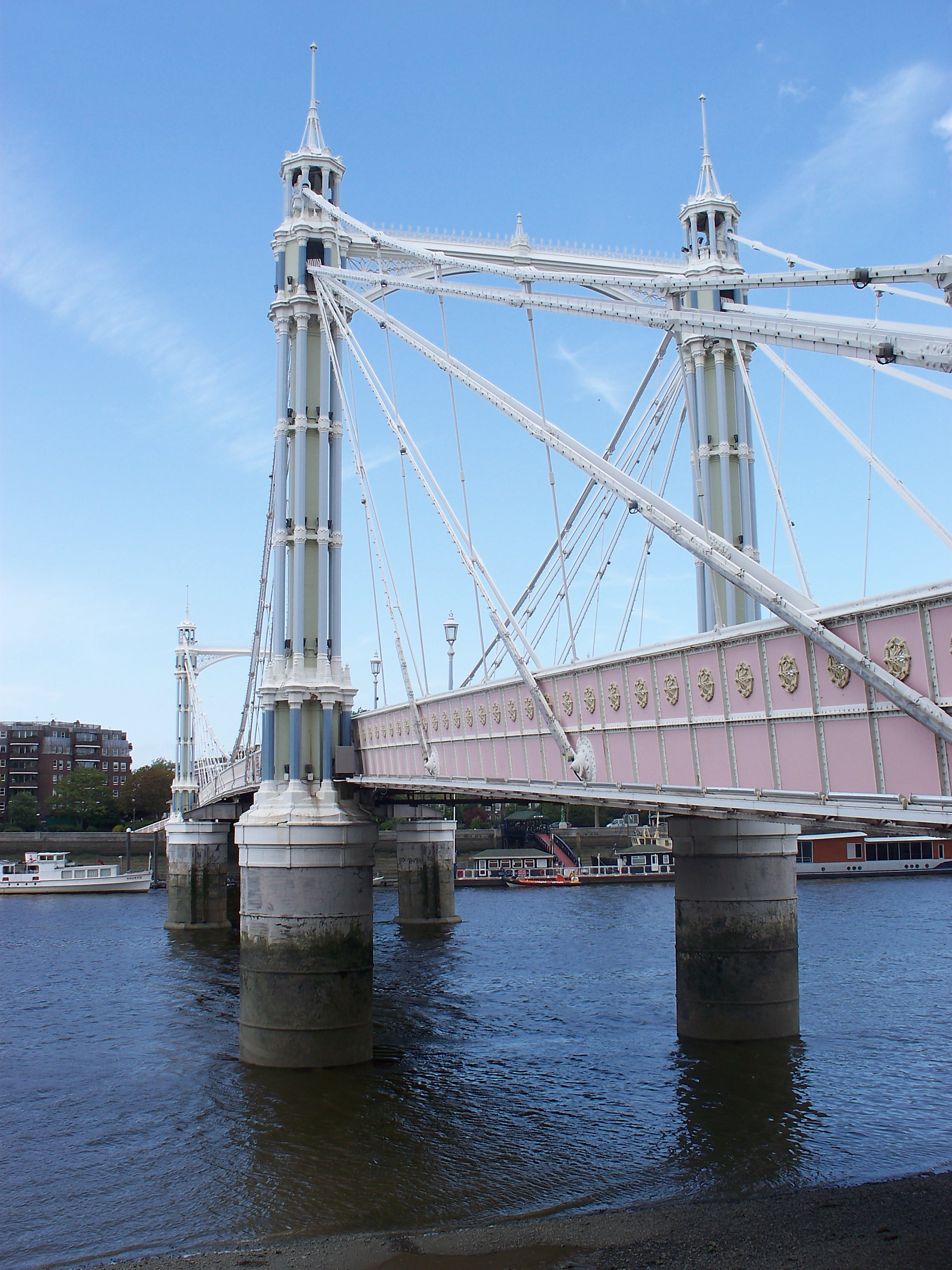
阿爾伯特橋的獨特配色，意在光線不良的情況下增加行船能見度

阿爾伯特橋的調撥車道體系在1990年廢除，因而恢復成雙向行車。橋南端增設了一座交通島，防止大型車輛上橋。在21世紀前幾年內，切爾西地區的大型四輪驅動車輛（所謂的切爾西拖拉機）數量增加，當中許多車輛的重量都超過2噸的限重；所有過橋車輛內，估計有3分之1的車輛超重。2006年7月，27英尺（8.2）寬的車道縮減為雙向各1線，藉此減輕載重，車道沿線均擺放了紅白相間的路障，避免車輛撞毀橋體結構。
1905年至1981年間的阿爾伯特橋一致漆成綠色，1981年時改塗成黃色，1992年則重新裝潢和配線。該橋現能成為西倫敦的地標，部分也是由此所致。之後橋體改為粉紅色、藍色及綠色，增加濃霧下的可見度，避免船隻撞上脆弱結構的風險。到了夜間，橋則由4,000多顆鹵素燈泡組成的燈網照明。1993年時，國家能源基金會會長瑪麗·阿徹將耐久、低耗能照明系統的創新使用法推薦給該橋。其特殊且引人注目的當前設計使得數部設景在切爾西地區的電影使用該橋作為背景，如《發條橘子》、《初生之犢》、《雙面情人》及《寶貝喜臨門》等。

阿爾伯特橋在夜間由4,000多顆燈泡照明

除了1894年所建的倫敦塔橋外，阿爾伯特橋是倫敦中心地區唯一一座未曾遭到取代的泰晤士河公路橋。橋中央的混凝土橋墩原先預計作為1978年移除的暫設措施，但仍然立於原處。此外，雖然1974年時橋的使用年限估計最多為30年，但仍屹立不搖、保持營運。阿爾伯特橋在1975年正式冊列為二級星登錄建築，防止任何未經協商的改造。縱使肯辛頓切爾西區委會起草了數項修繕及挽救橋梁的提案，橋況依然繼續劣化，直至2008年3月，修橋資金仍宣告不可行。除了交通造成的結構受損外，支撐橋面的木材也因為往返附近巴特西公園的狗群在此排尿而嚴重腐化。本橋有數項減少交通流量、延長壽命的措施到位，在2009年時平均每日共有19,000輛車通過，是除了使用甚少的南華克橋外，倫敦利用量最低的泰晤士河公路橋。

### 2010年－2011年翻新
2010年2月15日，阿爾伯特橋為了翻新和強化，停止開放機動車輛通行。原本預定封橋約18個月，但在發現橋況比預期還要糟糕之後，改成封閉22個月。橋面的所有木材及腐爛的人行道，均由額外的加固用木材代替，車道表面和鋪面亦被取代。新的鋼製結構為了加強橋體而增設，所有的燈泡都改為能源效率更高的燈泡，收費亭也經歷了翻新。全部12層的塗料均實施除漆，直到裸金屬外露、在3層新漆覆上之前進行修復和保護層塗抹。
整項翻新工程的總造價為720萬英鎊，當中的25%由肯辛頓-切爾西區出資，其餘的75%則由倫敦交通局提供。橋於2011年12月2日重新開放，當日由2隻來自附近巴特西貓狗之家的狗「親王」和「阿爾伯特」先行過橋，代表橋梁正式開通，此後才開放第1輛汽車上橋。所有的二級登錄結構均徹底恢復，完全維持原有樣貌。

### 網站
- Historic England; List entry Number 1358138, ,   [2015-05-26], （原始内容存档于2017-08-04） （英语）
- British Pathe, , 1954-05-24  [2017-08-13], （原始内容存档于2015-01-09） （英语）
- Port of London Authority; PLA, , Port of London Authority (PLA),   [2011-08-23], （原始内容存档于2011-07-20） （英语）
- Temko, Ned, , The Guardian (London), 2006-08-20  [2009-06-04], （原始内容存档于2017-08-07） （英语）
- BBC; 5225686, , BBC News, 2006-07-28  [2011-08-23], （原始内容存档于2012-06-29） （英语）
- builderandengineer, , Builder & Engineer (London), 2008-03-17  [2009-06-04], （原始内容存档于2013-04-19） （英语）
- Historic England; IoE Number 206969, , The Historic England Commission,   [2009-06-06], （原始内容存档于2012-06-30） （英语）
- Paige, Elaine, , The Daily Telegraph (London), 2008-03-02  [2011-08-23], （原始内容存档于2012-06-29） （英语）
- RBKC; albertbridgeclosure, , The Royal Borough of Kensington and Chelsea website,   [2011-08-23], （原始内容存档于2012-06-29） （英语）
- RBKC; albertbridgerestoration, , Royal Borough of Kensington and Chelsea,   [2017-01-03], （原始内容存档于2017-08-07） （英语）
- Osborne, Lucy, , London Evening Standard, 2011-12-02  [2011-12-09], （原始内容存档于2011-12-05） （英语）

### 書目、文獻
- Cookson, Brian. . Edinburgh: Mainstream. 2006. ISBN 978-1-84018-976-6. OCLC 63400905 （英语）.
- Davenport, Neil. . Kettering: Silver Link Publishing. 2006. ISBN 978-1-85794-229-3 （英语）.
- Hanna, Nick. . London: Rough Guides. 1999. ISBN 978-1-85828-405-7 （英语）.
- Jones, Nigel R. . Westport: Greenwood Publishing Group. 2005. ISBN 0-313-31850-6 （英语）.
- MacLean, Roderick. . Singapore: Singapore International Chamber of Commerce. 2000. ISBN 978-9-8104-3401-4 （英语）.
- Matthews, Peter. . Oxford: Shire. 2008. ISBN 978-0-7478-0679-0. OCLC 213309491 （英语）.
- Pay, Ian; Lloyd, Sampson; Waldegrave, Keith. . Wisley: Artists' and Photographers' Press. 2009. ISBN 978-1-904332-90-9. OCLC 280442308 （英语）.
- Quinn, Tom. . London: Anova Books. 2008. ISBN 978-1-86105-976-5 （英语）.
- Roberts, Chris. . London: Granta. 2005. ISBN 978-1-86207-800-0 （英语）.
- Smith, Denis. . London: Thomas Telford. 2001. ISBN 978-0-7277-2876-0 （英语）.
- Tilly, Graham. . Didcot: Taylor & Francis. 2002. ISBN 978-0-419-25910-7 （英语）.
- The Times. . The Times. 1880-06-28: 12 （英语）.

## 延伸閱讀
- Loobet, Patrick. . Historical Publications Ltd. 2002: 48–49. ISBN 978-0-948667-76-3 （英语）.